# Сити (Канберра)

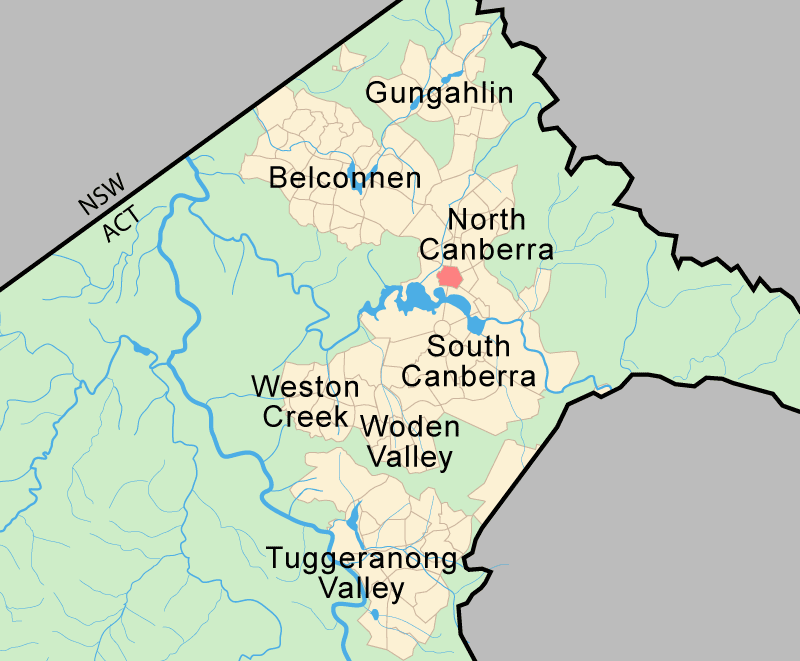
Расположение района Сити

Сити (англ. City) — центральный деловой район в округе Северная Канберра города Канберра, столицы Австралии. Основан в 1928 году. Почтовый индекс 2601. Население Сити по данным переписи 2006 года составляет 723 человека. В районе насчитывается 503 частных домовладения.
Хотя район был основан в 1927 году, его название было официально опубликовано 20 сентября 1928 года. Проект Канберры, разработанный Уолтером Бёрли Гриффином, предусматривал наличие как «гражданского центра», так и отдельного «торгового центра», который должен был располагаться на территории нынешнего района Расселл. Однако премьер Стэнли Брюс заблокировал это предложение. Построен был только гражданский центр — район Сити, а идею создания «торгового центра» постепенно забыли.

## Общая информация

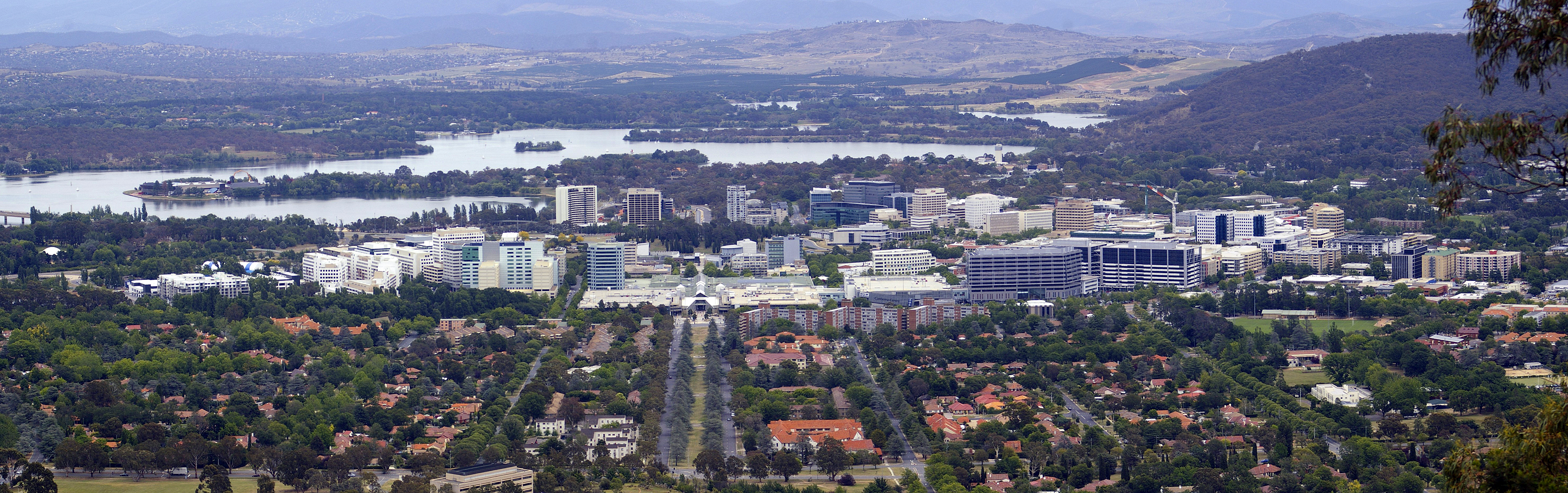
Вид на район Канберры Сити с горы Эйнсли. На заднем плане озеро Берли-Гриффин и гора Стромло

Одними из самых ранних построек Канберры являются здания Сидней и Мельбурн, фланкирующие авеню Нортборн. Здесь расположены многочисленные бары и рестораны, включая Мусхедс на Лондон Сёркуит, один из старейших баров и ночных клуб в Сити, открытый в 1990 году. Магазин Флетчер Джонс, австралийского модного бренда, работает в здании Сидней с 1962 года.
Трёхэтажный Канберра Центр является крупнейшим торговым комплексом района. Рядом расположен живописный парк Глебе с вязами и дубами, росшими ещё до основания города. В районе также расположены Канберрский театр, Казино Канберра, Канберрский музей и галерея, Канберрский национальный центр съездов.
Гарма Плэйс и Сити Волк являются пешеходными зонами, здесь много кафе с уличными террасами. Кафе Ганс на улице Бунда — одно из самых старых в районе.
Местная пересадочная автобусная станция расположена на перекрёстке Ист Роу, улицы Алинга, улицы Морт и авеню Нортборн. В западной части авеню Нортборн, к северу от улицы Алинга, расположена междугородняя автобусная станция.
В отличие от многих других городов, в Канберре действуют строгие градостроительные правила, включая ограничение на максимальную высоту зданий. В Сити офисные центры не могут быть выше 13 этажей. Из-за этого гости испытывают от Канберры «ощущение маленького города».

## История

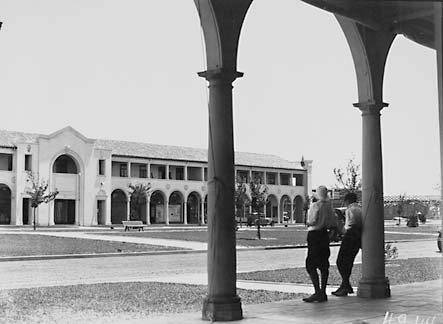
Вид из здания Мельбурн на здание Сидней через авеню Нортборн, 1929 год

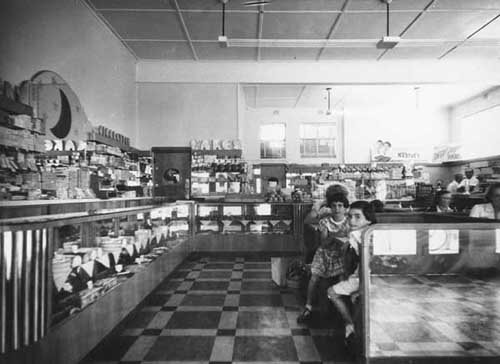
Кафе Блю Мун, 1953 год

До строительства Сити в округе не было ярко выраженного коммерческого центра, кроме соседнего города Квинбьян. Первым розничным магазином в районе считается магазин Мюррейс, работавший в здании, построенном в 1874 году на участке церкви Святого Иоанна Крестителя в пределах нынешнего парка Содружества, к востоку от Неранг Пул. Здание сгорело в 1923 году.
По плану Гриффина в городе должны были быть два основных центра: административный, представленный Парламентским треугольником, и гражданский, основная коммерческая зона. Гражданский центр должен был располагаться на так называемой «муниципальной оси», идущей от горы Плежант на северо-запад. Изменения в плане Гриффина, затронувшие Сити, включают отказ от строительства городской железной дороги и сужение ряда улиц. Например, ширина Лондон Сёркуит была уменьшена с 61 до 30 метров. По Гриффину Сити должен был быть сосредоточен вокруг Сити Хилл, что не было претворено в жизнь.
Первыми крупными зданиями, спроектированными для коммерческого центра, были здания Сидней и Мельбурн. Их строительство началось в 1926 году и было окончено в 1946 году. После Второй мировой войны здания Сидней и Мельбурн всё ещё составляли основную часть Сити, а кафе Блю Мун было единственным заведением общественного питания в районе, помимо отелей Канберра и Сивик.
До 1960-х годов жители Канберры не были удовлетворены состоянием розничной торговли в городе. Многие еженедельно ездили за покупками в Квинбьян, где коммерческий район был более компактным. Крупные покупки делались в Сиднее. В 1963 году, с открытием Молла Монаро (сейчас — Канберра Центр) ситуация с торговлей значительно улучшилась.

## Достопримечательности

### Здания Сидней и Мельбурн

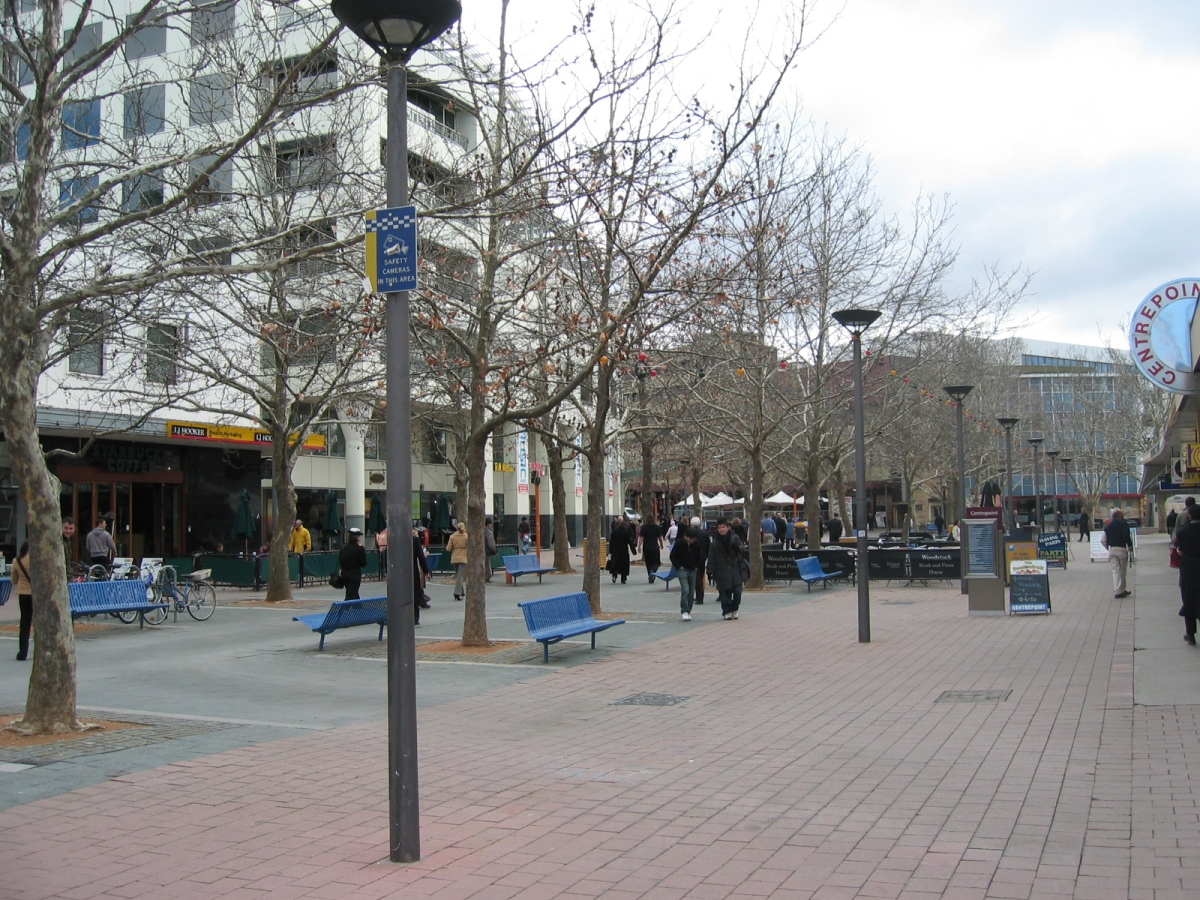
Сити Волк, пешеходная ресторанная и торговая зона в Сити

Проекты зданий Сидней и Мельбурн основаны на эскизах Джона Шульмана. Завершил проектирование Джей Эйч Киркпатрик. Здания задали колониальный стиль, часто используемый по всему Сити. С 1921 по 1924 годы Шульман был председателем Консультативного комитета федеральной столицы и в этой роли был вовлечён в проектирование Канберры и доработку плана Гриффина.
Шульмановская концепция аркадных лоджий имеет моделью флорентийские воспитательный дом и церковь XV века Сан-Лоренцо Брунеллески. Средиземноморское влияние было поддержано Киркпатриком путём введения романской черепичной крыши и металлических украшений. Изначально здания были построены с открытыми верандами на первом этаже, которые впоследствии были в основном застеклены.
Помещения в здании Мельбурн продавались последовательно отдельными блоками с 1927 по 1946 годы. Помещения на углу Вест Роу и Лондон Сёркуит строились специально для Банка Нового Южного Уэльса (сейчас — Банковская корпорация Вестпак). Этажом выше была квартира управляющего. Значительная часть крыла здания Мельбурн, выходящего на Вест Роу, была достроена в 1946 году и использовалась для размещения Службы занятости Содружества. С 1944 по 1953 годы в здании Мельбурн располагался Канберрский университетский колледж. 11 апреля 1953 года здание Мельбурн серьёзно пострадало от пожара, и колледж был переведён в другое место.

### Отель Сивик

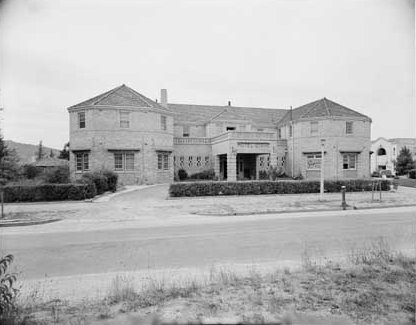
Отель Сивик, Канберра

Отель Сивик был открыт в 1935 году. Построен в стиле арт-деко из канберрского кремового кирпича. Отель располагался на углу улицы Алина и восточной стороны авеню Нортборн и был снесён в конце 1984 — начале 1985 годов.

### Площадь Сивик

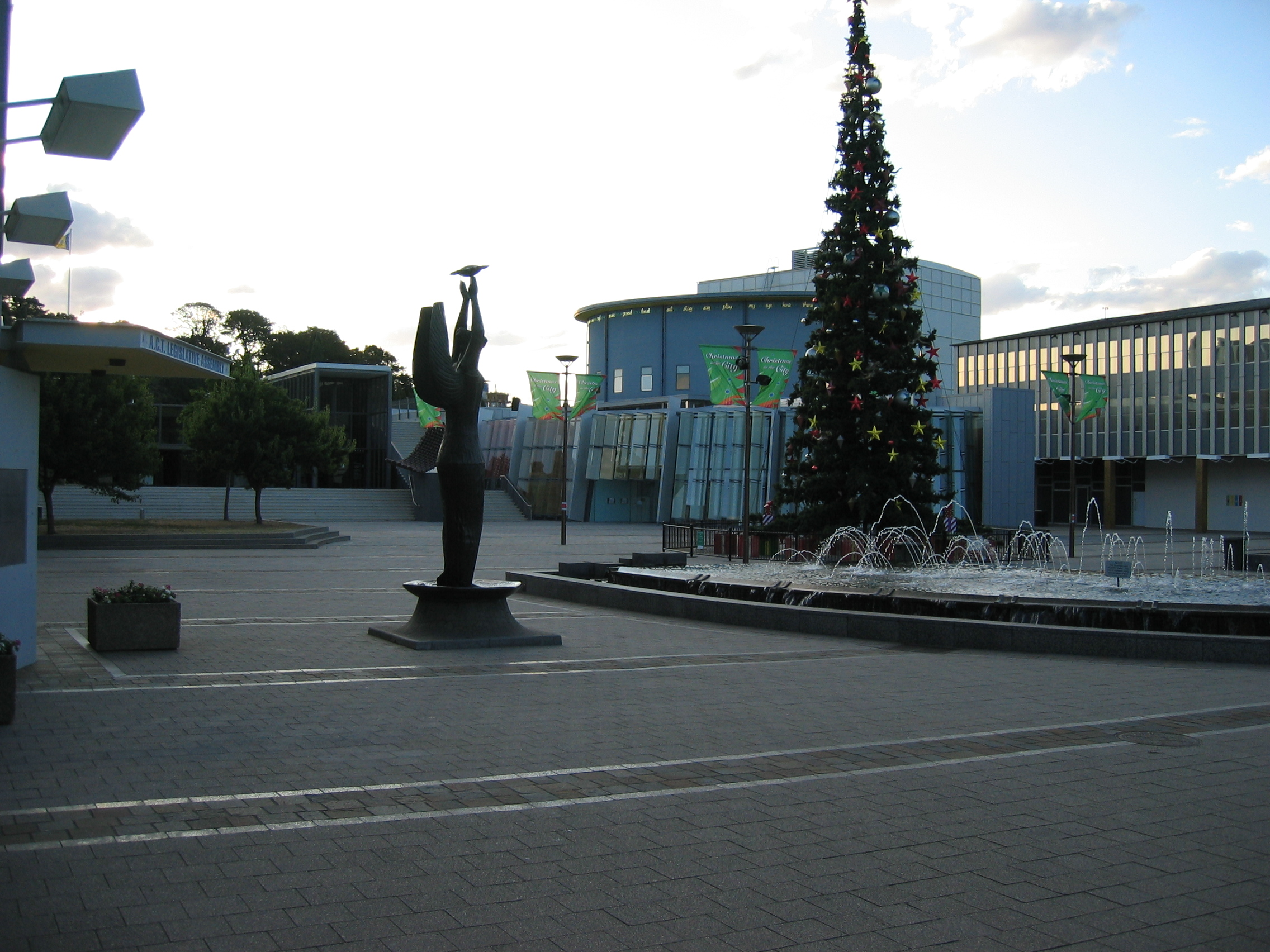
Площадь Сивик

На площади Сивик расположены Законодательная ассамблея Австралийской столичной территории, Канберрский музей и галерея, Библиотека Сивик и Канберрский театр, а также ряд местных культурных организаций, в частности канберрское отделение Национального траста Австралии.
Площадь Сивик была спроектирована архитектурной компанией Юркен Фримэн и построена в 1961 году. Площадь расположена на основной оси плана Гриффина, связывающей Сити Хилл и гору Эйнсли. Гриффин планировал, что площадь станет «сердцем города».
Канберрский театр был открыт в июне 1965 года спектаклем Австралийского балета Лебединое озеро. Старый Плейхаус, также построенный в 1965 году, был снесён и перестроен в 1998 году. Между зданиями театра и Плейхауса был восстановлен переход, в котором располагаются Библиотека Сивик, театральный бар и административные помещения.
Установленная на площади скульптура Эрос была заказана Комиссией по развитию национальной столицы у Тома Басса в 1959 году и представлена в 1961 году. Комиссия хотела, чтобы скульптура подчеркнула характер Канберры как центра коммерции и предпринимательства, выразила дух сообщества. Басс интерпретировал это в фигуре, выражающей любовь жителей Канберры к своему городу.
Форма этой работы глубоко символична. На одежде фигуры изображены эмблемы и фигуры, представляющие сообщество Канберры. Небольшой постамент в виде блюдца, на котором установлена статуя, символизирует прозвище Канберры «холодная лощина». Блюдце имеет шестиугольную форму, что соответствует форме площади. На поверхности блюдца изображена карта Канберры и прилегающей местности. У ног Эроса имеются углубления, символизирующие озеро, которое позднее заполнило пространство между Сити и административной частью города. Солнце в воздетых руках фигуры символизирует культуру и просвещение, представленные Университетом Канберры, научно-исследовательскими организациями и дипломатическим корпусом.
Басс считал эту скульптуру своей наиболее значимой гражданской работой. В 1960-х и 70-х годах изображение скульптуры использовалось как туристический символ Канберры.

### Канберра Центр
Крупнейший торговый центр в Сити носит название Канберра Центр. Открытый в 1963 году под названием Монаро Молл, это был первый в Австралии трёхэтажный полностью крытый и кондиционированный торговый центр. Центр был открыт премьером Робертом Мензисом. В 1989 году он был существенно перестроен и переименован в Канберра Центр. Последняя реконструкция была завершена в конце 2007 года, повысив разнообразие торговых точек и оказываемых услуг, включая новый кинокомплекс Денди.